# Konyari
Konyari (en macédonien Коњари) est un village de l'ouest de la Macédoine du Nord, situé dans la municipalité de Debar. Le village ne comptait aucun habitant en 2002.